# Вја дељи Апостоли (Бергамо)
Вја дељи Апостоли је насеље у Италији у округу Бергамо, региону Ломбардија.
Према процени из 2011. у насељу је живело 222 становника. Насеље се налази на надморској висини од 449 м.